# 将棋の殿様
『将棋の殿様』（しょうぎのとのさま）は古典落語の演目。上方落語における『大名将棋』（だいみょうしょうぎ）もこの項目で説明する。
将棋に手を出した殿様が、近習を相手に自分勝手な差し方でいつも勝っていたところ、それを知った家臣のご意見番がわがままを許さない対戦をして勝つという内容。
大久保彦左衛門を題材にした講談『将棋の意見』を落語に移したものとされる。野村無名庵の『本朝話人伝』には、初代三笑亭可楽が徳川家斉の御前で演じた、という説が記されている。

## あらすじ
ある藩（『大名将棋』では紀州）の殿様が、突然将棋に凝りだした。家来たちが相手を務めることになるが、殿様は相手がよそ見している間に都合の悪い駒を動かしたり、「余の桂馬は名馬であるから、5つ6つ跳ぶのは当たり前じゃ」などと言ってルールにない指し方をしたり、王手になると「王将の八艘飛びじゃ」と言って盤から取り除いたりするため、殿様が連戦連勝。やがて殿様は、「勝者が、敗者の頭を鉄扇でたたく」というペナルティを追加し、家来は皆、頭がたんこぶだらけになる。
その頃、長く療養をしていた家老の田中三太夫（『大名将棋』では石部金吉郎）が久しぶりに登城してくる。家来から一部始終を聞いた家老は、やがて殿様に対局を申し込まれる。対局を初めてすぐに殿様は「控えろ。その歩を取ってはならぬ!」などとわがままを言うが、家老は「敵の指図で戦を進める者はおりません。たとえこの場で打ち首になろうとも、この歩だけは断じて動かすわけにはまいりません」と、軍略・政略に通じる正論を言ってそれを許さない。
わがままを封じられた殿様は、家老にあっという間に負ける。「では、鉄扇を拝借いたしまして、この爺めが殿の頭を……」家老は剣の達人として恐れられていたため、殿様は不安に思いながら家老の手元に頭を差し出す。すると、家老は殿様の頭ではなく、膝をたたく。「皆の者、将棋盤を焼き捨てい。これからは家中で将棋を指すものには切腹を申しつける」
殿様は、今度は落語に凝りだす。殿様は家来たちに自作の落語を聞かせるが、「空を飛ぶ鶴を見てうらやましくなった亀が地団駄を踏んだ。これが本当の『石亀の地団駄』じゃ」など、あまり面白くない。家来たちは笑わなければ鉄扇でたたかれるのではないかと思い、無理に笑っている。殿様の語りは、なぜか次第に厄祓いの口上になり、
「鶴は千年亀万年。東方朔は九千歳、浦島太郎は八千歳。三浦大介百六つ、かほどめでたき折柄に、いかなる悪魔がきたるとも、この厄祓いがひっとらえ、西の海へ真っ逆さまに、ザブリーン」「よっく笑いましょ、笑いましょ（厄払いとの地口）」

## バリエーション
東京では厄祓い口上の場面はほとんど演じられず、殿様が将棋禁止を申しつける場面で噺を切る。この口上の箇所について武藤禎夫は、「サゲらしいものがないため付け加えたものだが、蛇足の感が強い」と評している。また武藤の『定本落語三百題』のあらすじでは、田中三太夫は殿様に対しても頭を打つ形である。
中盤に「鉄扇でたたかれ続けるなら、いっそ武士をやめて焼き芋屋をやりたい」とこぼす家来を登場させ、最後に家老にいさめられた殿様が同様に「城を出て焼き芋屋を始めたい」と言わせてサゲる演じ方がある（3代目笑福亭仁鶴など）。
殿様の落語を聞いて「頭が痛い」と言った家来に対し殿様が「今度はたたいていないではないか」と問うと、家来が「今度は頭の中が痛うございます」と言ってサゲる演じ方がある（3代目桂小春団治など）。